# Орлофф, Владимир
Владимир Орлофф (англ. Vladimir Orloff; 26 мая 1928, Одесса—1 апреля 2019) — румынско-канадский виолончелист.
Окончил Бухарестскую консерваторию (1947). В 1953 г. получил первую премию Бухарестского международного конкурса. В 1957—1964 гг. широко концертировал по Румынии и другим странам. В 1964—1966 гг. играл в Венском филармоническом оркестре, в 1967—1970 гг. преподавал в Венской музыкальной академии. С 1971 г. в Канаде, в 1977 г. принял канадское гражданство. В 1971—1991 гг. преподавал в Торонтском университете.
Записи Орлоффа 1950-60-х гг., включающие концерты Гайдна, Шумана, Сен-Санса, Элгара, Шостаковича, Хачатуряна, переизданы на трёх CD в 2006 г.

## Награды
- Великий офицер ордена Звезды Румынии (2002 год, Румыния)[1].